# 阿尔瓦·卡韦略
阿尔瓦·卡韦略（西班牙語：Alba Cabello，1986年4月30日—），西班牙花样游泳运动员。她曾代表西班牙参加2008年和2012年夏季奥林匹克运动会花样游泳比赛，获得一枚银牌和一枚铜牌。